# 瓦尔特·康尼翰
罗尼·瓦尔特·康尼翰（英語：Ronnie Walter Cunningham，1932年3月16日—2023年1月3日），美国宇航员，战斗机驾驶员，物理学家，企业家，风险投资家。他是1968年阿波罗7号任务的登月舱驾驶员。